# 1930 en Norvège
Chronologie de la Norvège
- 1926
- 1927
- 1928
- 1929
- 1930
- 1931
- 1932
- 1933
- 1934

Cet article présente les faits marquants de l'année 1930 en Norvège ou relatifs à la Norvège.

## Gouvernance
- Haakon VII est roi de Norvège.
- Johan Ludwig Mowinckel dirige le gouvernement.

## Événements
- Le Prix Nobel de la paix est décerné à Nathan Söderblom.
- Les élections législatives norvégiennes de 1930 (Stortingsvalet 1930, en norvégien) se sont tenues le 20 octobre 1930, afin d'élire les cent cinquante députés du Storting pour un mandat de trois ans.

## Sport
- Les Championnats du monde de ski nordique se sont déroulés à Oslo (Norvège) du 27 février au 1er mars.
- L'épreuve du combiné nordique des championnats du monde de ski nordique 1930 s'est déroulée à Oslo (Norvège) du 1er mars au 2 mars 1930.

## Naissances
- Naissance en Norvège en 1930

## Décès
- Décès en Norvège en 1930